# Saison 2 d'Arrow
Chronologie
Saison 1 Saison 3
Cet article présente les vingt-trois épisodes de la deuxième saison de la série télévisée américaine Arrow.

## Synopsis
Après la destruction des Glades et la mort de Tommy, Oliver est retourné sur Lian Yu, dévasté par la perte de son ami. Felicity et Diggle retournent le chercher et le convainquent de reprendre sa place à Starling City, mais Oliver est désormais décidé à honorer la mémoire de Tommy en ne commettant plus de meurtres. Cependant, alors qu'il reprend ses marques et que le nombre de ses alliés s'agrandit, il est confronté à un ennemi qu'il pensait avoir vaincu des années auparavant.

## Distribution

### Acteurs principaux
- Stephen Amell (VF : Sylvain Agaësse) : Oliver Queen / Arrow
- Katie Cassidy (VF : Anne Tilloy) : Dinah "Laurel" Lance
- David Ramsey (VF : Namakan Koné) : John Diggle
- Willa Holland (VF : Kelly Marot) : Thea Queen
- Emily Bett Rickards (VF : Aurore Bonjour) : Felicity Smoak
- Colton Haynes (VF : Fabrice Fara) : Roy Harper
- Manu Bennett (VF : David Kruger) : Slade Wilson / Deathstroke
- Susanna Thompson (VF : Catherine Le Hénan) : Moira Queen (épisodes 1 à 20)
- Paul Blackthorne (VF : Loïc Houdré) : l'officier Quentin Lance

### Acteurs récurrents
Note : L'acteur Grant Gustin est considéré comme un acteur récurrent (malgré ses 2 apparitions) par Andrew Kreisberg.
- Caity Lotz (VF : Anne-Charlotte Piau) : Sara Lance / Black Canary (en arabe : Ta-er al-Safar) (22 épisodes)
- Kevin Alejandro (VF : Pierre Tessier) : Sebastian Blood / Brother Blood (12 épisodes)
- Keri Adams : Bethany Snow (11 épisodes)
- Celina Jade (VF : Geneviève Doang) : Shado (10 épisodes)
- Dylan Neal (VF : Philippe Vincent) : Dr Anthony Ivo (10 épisodes)
- Summer Glau (VF : Marie Gamory) : Isabel Rochev / Ravager (10 épisodes)
- David Nykl (VF : Jean-Baptiste Marcenac) : Anatoly Knyazev (9 épisodes)
- Dylan Bruce (VF : Nicolas Djermag) : Adam Donner (8 épisodes)
- Bex Taylor-Klaus (VF : Catherine Desplaces) : Sin (7 épisodes)
- Jesse Hutch (VF : Nicolas Beaucaire) : agent Daily (6 épisodes)
- Cynthia Addai-Robinson (VF : Géraldine Asselin) : Amanda Waller (6 épisodes)
- Audrey Marie Anderson (VF : Anne Massoteau) : Lyla Michaels (4 épisodes)
- Colin Salmon (VF : Jean-Louis Faure) : Walter Steele (4 épisodes)
- Adrian Holmes (en) (VF : Sidney Kotto) : lieutenant Frank Pike (4 épisodes)
- Teryl Rothery (VF : Monique Nevers) : Jean Loring (4 épisodes)
- Ron Selmour (VF : Mohamed Sanou) : le Boucher (4 épisodes)
- Chelah Horsdal (VF : Laurence Bréheret) : Kate Spencer (4 épisodes)
- Artine Brown : Hendrick Von Arnim (4 épisodes)
- Richard Keats (VF : Jean-Marc Charrier) : Dr Lockhart (4 épisodes)
- Grant Gustin (VF : Luc Arden, redoublé par Alexandre Gillet) : Barry Allen (2 épisodes)[2]

### Invités
- Derek Hamilton (VF : Laurent Maurel) : Aglin (épisode 1)
- Adam Henderson (VF : Philippe Peythieu) : le maire Altman (épisode 1)
- Jason Griffith (VF : Jean-Marc Charrier) : Deveau (épisode 1)
- Michael Jai White (VF : Jérémie Covillault) : Ben Turner / Bronze Tiger (épisodes 2, 12 et 16)
- Kelly Hu (VF : Ivana Coppola) : Chien Na Wei / China White (épisode 2)
- Michael Eklund (VF : Lionel Tua) : Barton Mathis / le Marionnettiste (épisodes 3 et 7)
- Roger R. Cross (VF : Gilles Morvan) : l'inspecteur Hilton (épisodes 3 et 9)
- David Franco (VF : Philippe Peythieu) : le juge Mandelbaum (épisodes 3 et 7)
- Andy Thompson : Tony Daniel (épisode 3)
- Jimmy Jean-Louis (VF : Bruno Henry) : le Capitaine (épisodes 4, 6 et 7)
- Clé Bennett (VF : Jean-Baptiste Anoumon) : Xavier Reed / le Maire (épisode 4)
- Ian Butcher : Ezra Barnes (épisode 4)
- Navid Negahban : Al Owal (épisode 5)
- Michael Rowe (VF : François Tavares) : Floyd Lawton / Deadshot (épisodes 6, 16 et 23)
- Michael Rogers : Sergei (épisode 6)
- Michael Kopsa (en) (VF : Philippe Peythieu) : le prisonnier (épisode 6)
- Graham Shiels (VF : Guillaume Orsat) : Cyrus Gold (épisodes 7, 8 et 9)
- John Barrowman (VF : Pierre François Pistorio) : Malcolm Merlyn / Dark Archer (épisodes 7, 8, 22 et 23)
- Seth Gabel (VF : Alexandre Gillet) : Cecil Adams / Comte Vertigo (épisode 7)
- Lee Vincent (VF : Tugdual Rio) : Kelton (épisodes 8 et 21)
- Jordan Schartner : Carl (épisode 8)
- Colin Donnell (VF : Olivier Chauvel) : Tommy Merlyn (épisode 9)
- Olivia Cheng (en) : Linda Park (épisode 9)
- Jennifer Cheon : l'officier Jones (épisode 9)
- Ana Mercedes : Maya Resik (épisodes 10 et 11)
- Sean Maher : Mark Scheffer / Shrapnel (épisodes 10 et 16)
- Dan Pelchat : Richard (épisode 11)
- Nicholas Lea (VF : Mathieu Buscatto) : Mark Francis (épisodes 12, 13 et 20)
- Annie Ilonzeh (VF : Sophie Riffont) : Joanna De La Vega (épisode 12)
- James Kidnie (VF : Jean-François Lescurat) : Milo Armitage (épisode 12)
- Darcy Laurie (VF : Benjamin Penamaria) : Bo Travis (épisode 12)
- Katrina Law (VF : Laëtitia Laburthe) : Nyssa al Ghul / Raatko (épisodes 13 et 23)
- Alex Kingston (VF : Brigitte Virtudes) : Dinah Drake Lance (épisodes 13 et 14)
- Donny James Lucas (VF : Gilduin Tissier) : l'agent à l'accueil de l'aéroport (épisode 13)
- Robert Knepper (VF : Christian Visine) : William Tockman / le Roi du Temps (épisode 14)
- Russell Porter : le père de Sin (épisode 14)
- Curtis Caravaggio (VF : Gilduin Tissier) : Eddie Walczak (épisode 14)
- James Pizzinato (VF : Sébastien Desjours) : le révérend Thomas Flynn (épisode 15)
- Lee Majdoub (VF : Jérémy Prévost) : Gholem Qadir (épisode 16)
- Ben Browder (VF : Gabriel Le Doze) : Ted Gaynor (épisode 16)
- Eugene Lipinski (VF : Igor De Savitch) : Alexi Leonov (épisode 16)
- Tara Strong : Harley Quinn (épisode 16)
- Jessica De Gouw (VF : Victoria Grosbois) : Helena Bertinelli / Huntress (épisode 17)
- Jeffrey Nordling (VF : Michel Dodane) : Frank Bertinelli (épisode 17)
- Lochlyn Munro (VF : Olivier Cordina) : le capitaine Stein (épisode 17)
- Sean Rogerson : Peter (épisodes 17, 18 et 21)
- Danielle Panabaker (VF : Edwige Lemoine, redoublée par Marie Diot) : Caitlin Snow (épisode 19)
- Carlos Valdes (VF : Benjamin Bollen, redoublé par Antoine Schoumsky) : Cisco Ramon (épisode 19)
- Anna Hopkins (VF : Olivia Nicosia) : Samantha Clayton (épisode 20)
- Roark Critchlow : Clinton Hogue (épisode 20 et 21)

## Production
Le 11 février 2013, la chaîne a renouvelé la série pour cette deuxième saison.
Cette saison a été précédée d'un épisode récapitulatif de la première saison qui s'intitule Year One, il fait référence aux comics Green Arrow : La Genèse et Green Arrow : Année un.

### Casting
En février 2013, la production a annoncé qu'Emily Bett Rickards (Felicity Smoak) était promue au statut d'actrice principale lors de la deuxième saison.
En mars 2013, les acteurs Colton Haynes (Roy Harper) et Manu Bennett (Deathstroke / Slade Wilson) ont été promus au rang d'acteurs principaux lors de la deuxième saison.
En juillet 2013, les acteurs Summer Glau (auditionnée pour le rôle récurrent d'Isabel Rochev, vice-présidente des acquisitions de Stellmoor International) puis lors du Comic-con de San Diego, Caity Lotz (auditionnée pour le rôle récurrent de Canary mais avec la nuance : « c'est juste pour le commencement de l'histoire de Black Canary », selon Kreisberg,), Michael Jai White et Kevin Alejandro (auditionné respectivement pour les rôles de Bronze Tiger et de Brother Blood) ont obtenu un rôle d'invité pour le premier et récurrent pour le deuxième lors de la deuxième saison.
Le même mois, les créateurs d’Arrow ont annoncé que lors des épisodes 8, 9 et 20, Barry Allen ferait son apparition et qu'il pourrait par la suite avoir sa propre série dérivée.
En août 2013, Dylan Bruce, Teryl Rothery (Jean Loring, personnage important dans l'univers DC), Bex Taylor-Klaus, Navid Negahban et Cynthia Addai-Robinson (pour le rôle d'Amanda Waller qui sera responsable de la Team Suicide ont obtenu un rôle récurrent lors de la deuxième saison.
En septembre 2013, Grant Gustin (vu dans Glee depuis la troisième saison) a été choisi pour interpréter le rôle de Barry Allen.
En octobre 2013, Dylan Neal a été choisi pour interpréter le Dr Anthony Ivo, John Barrowman va reprendre son rôle et Jimmy Jean-Louis, le rôle de The Captain, lié au docteur Anthony Ivo durant la deuxième saison. Le même mois, Sean Maher a été choisi pour interpréter Mark Scheffer aussi connu pour être le super-vilain de DC Comics Shrapnel. Il aura le statut d'invité dans l'épisode 10.
En novembre 2013, Katrina Law a été choisi pour interpréter le rôle de Nyssa Al Ghul (la deuxième fille de Ra's Al Ghul et demi-sœur de Talia). Elle apparaîtra dans l'épisode 13 de la deuxième saison. Le même mois, contrairement à ce qui a été initialement prévu, le personnage Flash n'apparaîtra pas dans Arrow.
En décembre 2013, Alex Kingston est annoncé pour reprendre son rôle de Dinah Lance durant les épisodes 13 et 14,. Le même mois, Robert Knepper a été choisi pour le rôle du Roi du Temps dans l'épisode 14.
En janvier 2014, la production annonce le retour de Jessica de Gouw dans son rôle de Helena Bertinelli / Huntress. L'actrice est devenue de nouveau disponible avec l'arrêt de la série Dracula et Marc Guggenheim a dit qu'elle faisait partie de la « famille d’Arrow ».
En mars 2014, la production annonce l'apparition de deux personnages de la série The Flash dans l'épisode 19, Caitlin Snow (Danielle Panabaker) et Cisco Ramon (Carlos Valdes).
En avril 2014, il est révélé que le personnage interprété par Summer Glau (Isabel Rochev) possède une deuxième identité, Ravager. Le même mois, il est révélé que Katrina Law (Nyssa Al Ghul) apparaîtra dans le dernier épisode de cette saison.

### Diffusions
Aux États-Unis, la saison a été diffusée en simultanée du 9 octobre 2013 au 14 mai 2014 sur The CW et sur CTV au Canada.
La diffusion francophone s'est déroulée ainsi :
En France, la saison a été diffusée du 4 juillet 2014 au 12 septembre 2014 sur Canal+ Family et en deuxième diffusion sur TF1 du 1er juillet 2015 au 19 août 2015 ;
Au Québec, du 25 août 2014 au 27 janvier 2015 sur Ztélé ;
En Belgique, du 12 octobre 2014 au 28 décembre 2014 sur La Deux ;
En Suisse, du 19 juin 2015 au 14 août 2015 sur RTS Deux.

## Liste des épisodes
Note : Lors de la diffusion dans les pays francophones, les titres d'épisodes ne sont parfois pas les mêmes. Les premiers titres indiqués correspondent à ceux utilisés dans le pays de première diffusion en français, les autres sont indiqués en second le cas échéant.

### Épisode spécial:Année un
- États-Unis /  Canada : 2 octobre 2013 sur The CW[38] / CTV

- États-Unis : 1,74 million de téléspectateurs[39] (première diffusion)

- Épisode récapitulatif de la première saison d'une durée d'une heure[4].

### Épisode 1:Le combat continue
- États-Unis /  Canada : 9 octobre 2013 sur The CW / CTV
- France :
  - 4 juillet 2014 sur Canal+ Family[34]
  - 1er juillet 2015 sur TF1
- Québec : 25 août 2014 sur Ztélé
- Belgique : 12 octobre 2014 sur La Deux[40]
- Suisse : 19 juin 2015 sur RTS Deux[37]

- États-Unis : 2,74 millions de téléspectateurs[41] (première diffusion)
- Canada : 1,47 million de téléspectateurs[42] (première diffusion)
- Québec : 200 000 téléspectateurs[43] (première diffusion)
- France : 4,24 millions de téléspectateurs[44](deuxième diffusion)

- Derek Hamilton (Aglin)
- Adrian Holmes (lieutenant Frank Pike)

Oliver a disparu de Starling City et après cinq mois, Diggle et Felicity le retrouvent à Lian Yu et le convainquent de revenir : depuis l'Undertaking, Queen Consolidated fait l'objet d'OPA hostiles et avec la mère d'Oliver en prison, la famille Queen va disparaître. Sur place, Oliver comprend l'autre motivation : depuis la destruction des Glades, un groupe de quatre auto-justiciers surnommé les Capuches menace toutes les personnes riches de la ville, sans distinction. Seul Roy, toujours avec Thea, essaie de prendre la relève du justicier. D'abord réticent à l'idée de tuer à nouveau, principalement à cause de la mort de Tommy, il finit par renfiler la tenue quand le gang menace sa vie puis celle de Thea. Pour marquer son nouvel engagement, il essaie de ne plus tuer et pense à changer de surnom. Il ignore qu'au même moment, Roy surprend un autre justicier des rues.
Flashback
- Il est fait allusion à S.T.A.R. Labs (en). S.T.A.R. Labs est largement présent dans le comics de Flash, fin des années 1980[réf. nécessaire]. Également présent dans les séries télévisées Flash et Loïs et Clark et c'est une des plus grosses entreprises de l'univers DC.
- La chaîne 52 et la journaliste Bethany Snow sont présentes chaque semaine.
- Bien que Tommy Merlyn soit mort, cet épisode a été diffusé le jour de l'anniversaire de Colin Donnell[45].

- Étant donné que le personnage de The Canary n'apparaît que brièvement à la fin de l'épisode, Caity Lotz n'est pas créditée.

### Épisode 2:Démons intérieurs
- États-Unis /  Canada : 16 octobre 2013 sur The CW / CTV
- France :
  - 4 juillet 2014 sur Canal+ Family[34]
  - 1er juillet 2015 sur TF1
- Québec : 1er septembre 2014 sur Ztélé
- Belgique : 12 octobre 2014 sur La Deux[46]
- Suisse : 19 juin 2015 sur RTS Deux[37]

- États-Unis : 3,06 millions de téléspectateurs[48] (première diffusion)
- Canada : 1,23 million de téléspectateurs[49] (première diffusion)
- France : 3,89 millions de téléspectateurs[44](deuxième diffusion)

- Kelly Hu (China White)
- Michael Jai White (Ben Turner / Bronze Tiger)
- Adrian Holmes (lieutenant Frank Pike)

Les médicaments qui doivent être livrés à l'hôpital prenant en charge les blessés des Glades sont détournés par les Triades. Oliver fait là face à une situation qu'il n'a jamais connu : en tant que justicier, la police lui barre la route, et en tant qu'Oliver Queen, c'est le conseiller Sebastian Blood, qui prend la défense des gens. Il tente néanmoins de faire changer les choses : il organise une soirée de charité avec Blood et essaie de se réconcilier avec Laurel, qui accuse le Justicier d'être responsable de la mort de Tommy Merlyn. Seul Roy se montre un soutien aux actions de l'archer, en continuant de traquer les Triades, au péril de sa vie et de son couple avec Thea. Mais lors de la soirée de charité, Oliver doit enfiler le costume du justicier pour affronter les Triades. Blood en profite pour détruire la réputation d'Oliver Queen dans les médias, alors que celle du Justicier est négligée. Oliver propose par la suite à Roy de collaborer avec lui en devenant son contact dans les Glades, ce qui lui permettrait d'aider à faire le bien sans risquer sa vie. Finalement, Oliver tente un dernier geste vers Laurel, mais il tombe dans un piège et se retrouve encerclé.
Flashback
- Sebastian Blood était un méchant dans le comics New Teen Titans de Marv Wolfman et George Perez[réf. nécessaire]. La même série qui a introduit le personnage de Deathstroke.
- Shado fait référence à un ouvrage chinois qui s'appelle Tao Tö King qui signifie en français « livre de la voie et de la vertu ».

### Épisode 3:L'Union fait la force
- États-Unis /  Canada : 23 octobre 2013 sur The CW / CTV
- France :
  - 4 juillet 2014 sur Canal+ Family[34]
  - 1er juillet 2015 sur TF1
- Québec : 8 septembre 2014 sur Ztélé
- Belgique : 19 octobre 2014 sur La Deux[50]
- Suisse : 19 juin 2015 sur RTS Deux[37]

- États-Unis : 2,89 millions de téléspectateurs[52] (première diffusion)
- Canada : 1,18 million de téléspectateurs[53] (première diffusion)
- France : 3,54 millions de téléspectateurs[44](deuxième diffusion)

- Roger R. Cross (l'inspecteur Hilton)
- Michael Eklund (Barton Mathis / le Dollmaker)
- Andy Thompson (Tony Daniel)
- Stefan Arngrim (Fence)
- Teryl Rothery (Jean Loring)
- Bex Taylor-Klaus (Sin)

Lance apprend qu'un criminel nommé Barton Mathis (alias le Dollmaker), qu'il a fait emprisonner il y a des années, a profité du tremblement de terre pour se faire la malle, et qu'il tue régulièrement des femmes. Felicity se propose à Arrow comme appât afin que Diggle et Lance puissent le capturer, mais le plan échoue. Furieux, Mathis enlève Laurel en représailles et menace de l'assassiner pendant que Lance regarde. Oliver parvient cependant à la délivrer, et Laurel avoue à son père qu'elle a inconsciemment rejeté la responsabilité de la mort de Tommy. Pendant ce temps, Thea et Oliver sont sonnés quand Adam Donner, le procureur du District, annonce qu'il va demander la peine de mort pour Moira. Oliver demande à Roy de l'aider à trouver le Canary.
Flashback
- Jean Loring, l'avocate de Moira, est dans les comics l'ex-femme de Ray Palmer / Atom. Il est à noter que le nom « Loring » n'est pas dit dans la série mais le site IMDb la liste comme « Jean Loring ».
- Tony Daniel est le nom de l'avocat du Dollmaker. C'est une référence à l'auteur de comics du même nom.
- Le bateau sur lequel est retenu Oliver à la fin de l'épisode porte le nom « Amazo », en référence au personnage du même nom, justement créé par le professeur Ivo[réf. nécessaire].
- Metamorpho Chemical est une référence au personnage DC Comics Metamorpho[réf. nécessaire].
- L'assassin en costume sombre à la fin de l'épisode mentionne Ra's al Ghul. Encore une fois, il s'agit d'un personnage de l'univers de Batman.
- Le deuxième prénom de Quentin Lance est « Larry ». Dans le comics de Green Arrow « Larry Lance » est le nom du père de Dinah Laurel Lance[réf. nécessaire].
- Dans le comics Birds of Prey, le personnage de Sin (en) est un membre des Birds of Prey dont Black Canary, Huntress, Oracle font partie, parmi tant d'autres.
- Dans l'épisode, le Dollmaker s'est enfui d'Iron Heights. Il s'agit ici d'une référence au pénitencier Iron Heights (en) qui est aussi dans le comics The Flash.
- La chambre d'hôtel dans laquelle le Dollmaker est censé se trouver est la chambre 52, référence à un chiffre important ces dernières années chez DC comics (série hebdomadaire 52, les News 52…)[réf. nécessaire].

### Épisode 4:Traverser les épreuves
- États-Unis /  Canada : 30 octobre 2013 sur The CW / CTV
- France :
  - 11 juillet 2014 sur Canal+ Family[34]
  - 8 juillet 2015 sur TF1
- Québec : 15 septembre 2014 sur Ztélé
- Belgique : 19 octobre 2014 sur La Deux[54]
- Suisse : 27 juin 2015 sur RTS Deux[55]

- États-Unis : 2,37 millions de téléspectateurs[57] (première diffusion)
- Canada : 1,25 million de téléspectateurs[58] (première diffusion)
- France : 3,62 millions de téléspectateurs[59](deuxième diffusion)

- Audrey Marie Anderson (Lyla Michaels)
- Jimmy Jean-Louis (le Capitaine)
- Clé Bennett (Xavier Reed / le Maire)

Oliver découvre qui est l'identité de la justicière : il s'agit de Sara Lance, la sœur de Laurel, revenue à Starling City après le séisme pour veiller sur la ville et sa famille. Oliver est décontenancé, car il la croyait morte et se demande si elle sera une alliée fiable. Parallèlement, un nouveau criminel sévit dans les Glades : le Maire, un truand qui détourne des armes lourdes pour son profit. Tout en le traquant sous le costume de l'Archer, Oliver organise une collecte d'armes à feu. Le Maire fait alors une descente, tuant plusieurs personnes et blessant Sin, qui devra sa vie à Roy. Felicity et Diggle parviennent finalement à localiser le Maire qui s'apprête à mettre la main sur des fusils équipés de lance-grenades, et Oliver et Sara parviennent à le stopper. Sara comptait tuer le truand, mais Oliver l'en empêche. Plus tard, Oliver convainc Sara de rejoindre sa famille, alors que Laurel sombre dans l'alcool à la suite de son agression et que son père en est désemparé. Le Maire est quant à lui emmené auprès d'un homme masqué qui lui injecte un sérum qui le tue, et qui s'avère être le conseiller Blood.
Flashback
- David Nykl est seulement crédité en tant que « le Russe » mais le nom de son personnage est Anatoli Knyazev. Dans le comics, il est plus connu en tant que KGBeast. Il s'agit la encore d'un personnage de l'univers de Batman[réf. nécessaire].

- L'identité secrète de Black Canary a fuité accidentellement durant le mois d'août 2013 par l'intermédiaire du président de CW, Mark Pedowitz[60].

### Épisode 5:La Ligue des Assassins
- États-Unis /  Canada : 6 novembre 2013 sur The CW / CTV
- France :
  - 11 juillet 2014 sur Canal+ Family[34]
  - 8 juillet 2015 sur TF1
- Québec : 22 septembre 2014 sur Ztélé
- Belgique : 26 octobre 2014 sur La Deux[61]
- Suisse : 27 juin 2015 sur RTS Deux[55]

- États-Unis : 2,8 millions de téléspectateurs[63] (première diffusion)
- Canada : 1,34 million de téléspectateurs[64] (première diffusion)
- France : 3,29 millions de téléspectateurs[59](deuxième diffusion)

- Navid Negahban (Al Ow-Al)
- Dylan Neal (Dr Anthony Ivo)

Sara s'est réfugiée chez Oliver, où ses souvenirs du naufrage du Gambit et de son arrivée sur le navire des contrebandiers la hantent. Soudain, un homme habillé comme Malcolm Merlyn fait irruption. Sara le reconnait comme étant Al-Owal, un des membres les plus dangereux de la Ligue des Assassins, qui est à ses trousses. Oliver utilise donc Felicity et Diggle pour retrouver leur planque pendant qu'il va négocier avec le procureur un allègement des charges contre sa mère, mais il demeure inflexible. De plus, Moira est prête à accepter le marché pour éviter le procès et garder ses secrets. Sara sait qu'Al-Owal n'hésitera pas à menacer sa famille pour qu'elle le suive et revienne auprès de Ra's Al Ghul. Elle n'hésite donc pas à se montrer à son père pour qu'il prenne conscience du danger et fuie la ville, mais il est trop tard. Oliver et Sara contrent l'assaut, Sara tue Al-Owal et charge un de ses sbires de transmettre le message à son chef avant de quitter la ville. Quentin Lance accepte à contrecœur de garder le secret, y compris pour Laurel qui devient dépendante aux médicaments. Moira accepte finalement de suivre le conseil de ses enfants et d'aller au procès, quitte à ce que d'autres secrets soient révélés.
Flashback
- Al Ow-Al en arabe signifie « Le Premier ».
- Il est fait allusion à la ville cachée de Nanda Parbat qui se trouve dans les montagnes du Tibet dans l'Univers DC. C'est une création basée sur le vrai Nanga Parbat se trouvant au Pakistan et à l'imaginaire Shangri-La. Également, c'est un lieu important dans l'histoire de Ras'Al Ghul.

- Pour la seconde fois, les flashbacks ne sont pas faits du point de vue d'Oliver. La première fois étant durant le 21e épisode de la première saison.
- À partir de cet épisode, The CW diffuse une mini-série de quelques minutes servant à présenter des produits BOSE d'une minute intitulé Blood Rush avec Emily Bett Rickards, Paul Blackthorne et Colton Haynes dans leur rôle respectif de Felicity Smoak, Quentin Lance et Roy Harper (mini-série disponible sur Internet[65]).
- Jimmy Jean-Louis apparaît brièvement dans l'épisode et n'est pas crédité.

### Épisode 6:Pacte avec l'ennemi
- États-Unis /  Canada : 13 novembre 2013 sur The CW / CTV
- France :
  - 18 juillet 2014 sur Canal+ Family[34]
  - 8 juillet 2015 sur TF1
- Québec : 29 septembre 2014 sur Ztélé
- Belgique : 26 octobre 2014 sur La Deux[66]
- Suisse : 27 juin 2015 sur RTS Deux[55]

- États-Unis : 3,09 millions de téléspectateurs[68] (première diffusion)
- Canada : 1,25 million de téléspectateurs[69] (première diffusion)
- France : 3,05 millions de téléspectateurs[59](deuxième diffusion)

- Jimmy Jean-Louis (Le Capitaine)
- Audrey Marie Anderson (Lyla Michaels)
- Michael Rowe (Floyd Lawton / Deadshot)
- Cynthia Addai-Robinson (Amanda Waller)
- David Nykl (Anatoly Knyazev)

Amanda Waller envoie des agents de l'A.R.G.U.S. enlever Diggle et l'informe que Lyla est portée disparue après avoir suivi une piste menant à Deadshot dans Moscou. Quand Diggle dit à Felicity et Oliver qu'il compte partir pour la Russie afin de secourir Lyla, ils décident de se joindre à lui. Mais les choses deviennent compliquées quand Isabel Rochev, mécontente de l'attitude d'Oliver envers sa société, se montre à l'aéroport et insiste pour se joindre au voyage. Pendant ce temps, l'avocat de Moira, Jean Loring, suggère à Thea de mettre un terme à sa relation avec Roy car cela pourrait compliquer les choses dans l'affaire de sa mère.
En Russie, Oliver utilise ses réseaux dans la mafia russe pour localiser Lyla, enfermée dans une prison de haute sécurité. Diggle se porte volontaire pour être arrêté et infiltrer le bâtiment, Oliver et Felicity se chargeant de l'évacuation. Une fois à l'intérieur, Diggle découvre que Lawton est également détenu dans la prison et ils doivent faire équipe pour libérer Lyla et s'évader. Une fois à l'extérieur, Lawton révèle à Diggle qu'il a tué son frère sur contrat passé avec une organisation nommée H.I.V.E. De retour à Starling City, Felicity interroge Oliver sur la nature de sa relation avec Rochev, car elle les a surpris après avoir couché ensemble à Moscou ; Oliver lui répond que cette nuit n'avait pas d'importance pour eux.
Flashback
- Deadshot fait référence à une organisation qui s'appelle H.I.V.E. (Hierarchy of International Vengance and Extermination) et qui serait le commanditaire de l'assassinat du frère de Diggle. Dans l'univers DC Comics, il s'agit d'une organisation de « super vilains » qui apparaît dans Teen Titans[réf. nécessaire].
- L'organisation a eu droit à un reboot dans New 52 et s'appelle désormais Holistic Integration for Viral Equality[réf. nécessaire].

- Cet épisode a réalisé sa meilleure audience de la saison et a atteint de nouveau son meilleur taux depuis un an dans la tranche des 18-34 ans, avec une forte augmentation chez les hommes de cette tranche[68].

### Épisode 7:Le Procès
- États-Unis /  Canada : 20 novembre 2013 sur The CW / CTV
- France :
  - 18 juillet 2014 sur Canal+ Family[34]
  - 15 juillet 2015 sur TF1
- Québec : 6 octobre 2014 sur Ztélé
- Belgique : 9 novembre 2014 sur La Deux[70]
- Suisse : 3 juillet 2015 sur RTS Deux[71]

- États-Unis : 2,66 millions de téléspectateurs[73] (première diffusion)
- Canada : 1,78 million de téléspectateurs[74] (première diffusion + différé 7 jours)
- France : 3,39 millions de téléspectateurs[75] (deuxième diffusion)

- John Barrowman (Malcolm Merlyn)
- Jimmy Jean-Louis (Le Capitaine)
- Chelah Horsdal (Kate Spencer)
- Seth Gabel (Comte Vertigo)
- Michael Eklund (Barton Mathis / le Dollmaker)
- Graham Shiels (Cyrus Gold)

Le procès très médiatisé opposant l'État à Moira Queen commence. Oliver et Thea sont présents à l'audience mais soudainement Diggle puis l'assistant du procureur tombent malades et les analyses montrent des traces du Vertigo dans leur sang : le Comte s'est échappé lors du séisme et a repris ses activités. Celui-ci enlève l'assistant et annonce que sa drogue va se répandre dans la ville. Mais le procès continue et Laurel doit reprendre la charge du procureur. Elle découvre ainsi l'atout majeur : la preuve que Moira a eu une liaison avec Malcolm Merlyn par le passé. Felicity découvre le repaire du Comte et Oliver parvient à libérer l'avocat mais laisse une fois encore le Comte en vie. Mais quand Felicity trouve comment le Comte empoisonne la ville, c'est elle qui est capturée et pour la sauver, Oliver n'a pas d'autre choix que de tuer le dealer. Il s'avère qu'il travaillait pour Brother Blood et sa mort n'arrange pas ce dernier. L'intervention a lieu alors que les délibérations ont lieu et à la surprise générale, Moira Queen est acquittée. Elle découvre plus tard qu'elle doit sa liberté à Malcolm Merlyn, toujours en vie, qui a fait pression sur le jury et a, depuis sa disparition, découvert que Thea est sa fille.
Flashback
- Dans l'univers DC Cyrus Gold est l'alter ego de Solomon Grundy qui est un ennemi récurrent de plusieurs héros DC[réf. nécessaire].

### Épisode 8:Le Scientifique
- États-Unis /  Canada : 4 décembre 2013 sur The CW / CTV
- France :
  - 25 juillet 2014 sur Canal+ Family[34]
  - 15 juillet 2015 sur TF1
- Québec : 13 octobre 2014 sur Ztélé
- Belgique : 9 novembre 2014 sur La Deux[76]
- Suisse : 3 juillet 2015 sur RTS Deux[71]

- États-Unis : 3,24 millions de téléspectateurs[77] (première diffusion)
- Canada : 1,87 million de téléspectateurs[78] (première diffusion + différé 7 jours)
- France : 3,13 millions de téléspectateurs[75](deuxième diffusion)

- Grant Gustin (Barry Allen)
- Graham Shiels (Cyrus Gold)
- John Barrowman (Malcolm Merlyn)
- Lee Vincent (Kelton)
- Jesse Hutch (Officier Daily)

Un entrepôt de Queen Consolidated a été forcé, et les indices laissés par les braqueurs laissent la police perplexe, mais Barry Allen, un jeune scientifique de Central City, a vite compris qu'il s'agissait d'un seul homme, à la force décuplée, et qu'il a dérobé une centrifugeuse industrielle. La nature du suspect laisse Oliver songeur. Il se tient à l'écart afin d'organiser le retour de sa mère au sein de la vie mondaine par une fête. Felicity s'occupe donc de retrouver l'individu avec l'aide de Barry, très investi mais curieux au sujet du Justicier. Quand un camion de la banque du sang est détourné, Oliver avoue savoir ce que recherche le criminel : recréer en masse le sérum Mirakuru, qu'il croyait avoir détruit sur l'île.
La fête est un fiasco, mais elle permet à Moira de retrouver un invité surprise : Malcolm Merlyn, qui annonce vouloir revenir dans sa vie et celle de Thea. Celle-ci est partie chercher des informations sur un ami disparu de Sin, en fait un cobaye de Brother Blood qui est mort depuis. Quand Roy demande des explications à Oliver, il lui demande de se tenir éloigné, mais comme il refuse, il n'hésite pas à lui tirer une flèche dans la jambe. Oliver part après l'homme sous sérum, mais il est vaincu et tombe dans une caisse de sérum. Barry Allen est la seule personne qui pourrait le sauver sans que la police ne soit impliquée, mais il est sur le point de quitter la ville, Felicity retourne le chercher et implore son aide.
Flashback
- La première apparition de Barry Allen dans les comics se fait dans Showcase #4. Le magazine que tient Barry Allen durant sa première apparition de l'épisode a pour titre « Showcase »[réf. nécessaire].
- L'un des scénaristes est Geoff Johns qui est connu pour avoir redonné vie à Flash avec The Flash: Rebirth et surtout d'avoir fait une remise à plat de l'univers DC avec Flashpoint qui a pour protagoniste principal Flash[réf. nécessaire].
- L'histoire de Barry Allen est très proche de celle qui est connue dans les comics, notamment l'histoire sur sa mère et le nom du supérieur hiérarchique (le directeur Singh) de Barry Allen[réf. nécessaire].

- Cet épisode constitue la meilleure audience de la saison pour le moment[77].
- Backdoor pilot de la série dérivée Flash.

### Épisode 9:Du poison dans les veines
- États-Unis /  Canada : 11 décembre 2013 sur The CW / CTV
- France :
  - 25 juillet 2014 sur Canal+ Family[34]
  - 15 juillet 2015 sur TF1
- Québec : 20 octobre 2014 sur Ztélé
- Belgique : 16 novembre 2014 sur La Deux[79]
- Suisse : 4 juillet 2015 sur RTS Deux[71]

- États-Unis : 3,02 millions de téléspectateurs[80] (première diffusion)
- Canada : 1,76 million de téléspectateurs[81] (première diffusion + différé 7 jours)
- France : 2,99 millions de téléspectateurs[75](deuxième diffusion)

- Roger R. Cross (l'inspecteur Hilton)
- Grant Gustin (Barry Allen)
- Colin Donnell (Tommy Merlyn)
- Graham Shiels (Cyrus Gold)

Oliver est sauvé in extremis par Barry, qui remarque rapidement que le poison cause une hypercoagulation du sang qu'il contre par de la warfarine contenue dans de la mort-aux-rats. S'il se remet physiquement, Oliver souffre maintenant d'hallucinations, croyant voir et parler à Shado, pourtant morte sur l'île. En rentrant chez lui, Oliver découvre que Roy s'est réfugié dans la chambre de Thea ; il tente à nouveau de dissuader Roy de poursuivre ses recherches, en vain. Pendant que Thea et Sin font part de leurs soupçons envers Sebastian Blood, Oliver demande à Quentin Lance de l'aide pour capturer Cyrus Gold, mais le surhomme tue quasiment toute l'équipe à lui seul, dont Lucas Hilton, partenaire de longue date de Quentin Lance.
Les hallucinations d'Oliver lui montrent maintenant Slade, ce qui le fait encore plus douter de son état, mais après que Diggle est blessé par Gold, il sait qu'il n'a plus le choix : il doit intervenir lui-même pour arrêter Gold. Felicity et Barry retrouvent le repaire de Gold et Oliver s'y rend. Il y trouve Brother Blood en train d'injecter le sérum à Roy, capturé alors qu'il recherchait le dossier de son ami, mais aussi Gold qui les défend. Sonné, Oliver a une nouvelle hallucination : Tommy, qui lui redonne confiance. Oliver se relève et parvient à vaincre Gold en faisant exploser la centrifugeuse. Brother Blood s'enfuit, laissant Roy presque mort. Oliver le relève et lui fait reprendre connaissance avant de partir.
Derrière le retour du Mirakuru se cache en réalité Slade Wilson, qui puise le sérum de son propre sang et cherche à détruire Oliver pour le punir de ses « péchés » sur l'île. Dans son repaire, Oliver découvre que Barry est rentré chez lui, laissant un nouveau masque pour Oliver. À Central City, Barry assiste de loin au lancement d'un nouvel accélérateur de particules, mais la machine s'emballe et explose. Alors qu'il est pris dans le champ d'action d'accélération des particules, Barry est frappé par la foudre.
Flashback
- Diggle lit une feuille sur Solomon Grundy qui est en fait une comptine populaire anglaise du XIXe siècle[réf. nécessaire].
- « Linda Park » est une référence à un personnage de Flash, qui est la femme de Wally West (le troisième Flash)[réf. nécessaire].

### Épisode 10:Bombe à retardement
- États-Unis /  Canada : 15 janvier 2014 sur The CW / CTV
- France :
  - 1er août 2014 sur Canal+ Family[34]
  - 22 juillet 2015 sur TF1
- Québec : 27 octobre 2014 sur Ztélé
- Belgique : 16 novembre 2014 sur La Deux[82]
- Suisse : 8 juillet 2015 sur RTS Deux[83]

- États-Unis : 2,52 millions de téléspectateurs[84] (première diffusion)
- Canada : 1,93 million de téléspectateurs[85] (première diffusion + différé 7 jours)
- France : 3,43 millions de téléspectateurs[86](deuxième diffusion)

- Sean Maher (Mark Scheffer / Shrapnel)
- Ana Mercedes (Maya Resik)

Cinq semaines ont passé depuis l'explosion à Central City. Barry est toujours dans le coma et Felicity l'a rejoint. Oliver doit s'attaquer à une nouvelle menace pour la ville quand des bombes commencent à se déclencher dans Starling City. Felicity découvre l'identité de la personne qui les déclenche : un dénommé Mark Sheffer, qui utilise comme pseudonyme Shrapnel. Arrow découvre que la prochaine cible de Shrapnel est le meeting de l'unité de Sebastian Blood et essaye de dissuader le conseiller municipal de l'accueillir, mais ce dernier refuse. Arrow part arrêter l'attentat, mais Shrapnel le piège dans un vieux magasin truffé de bombes où il ne peut pas bouger sans déclencher le mécanisme. Pendant que Felicity aide Oliver, Diggle court à la place pour trouver la bombe avant qu'elle n'explose. Pendant ce temps, Roy continue de cacher sa nouvelle force à Thea, mais elle est témoin de sa force surhumaine lors du meeting et lui demande des réponses. Les suspicions de Laurel vis-à-vis de Sebastian ne cessent de s'accroître lorsqu'elle apprend qu'il a grandi avec Cyrus Gold, l'homme qui a tué le partenaire de son père. Après que Donner ait refusé de l'aider dans son investigation, elle demande à son père de l'aider.
Flashback
- Mark Scheffer / Shrapnel est un super-vilain de l'univers DC Comics, qui est essentiellement un ennemi des Outsiders et de la Doom Patrol[réf. nécessaire].

### Épisode 11:Le Masque tombe
- États-Unis /  Canada : 22 janvier 2014 sur The CW / CTV
- France :
  - 1er août 2014 sur Canal+ Family[34]
  - 22 juillet 2015 sur TF1
- Québec : 3 novembre 2014 sur Ztélé
- Belgique : 23 novembre 2014 sur La Deux[87]
- Suisse : 8 juillet 2015 sur RTS Deux[83]

- États-Unis : 2,49 millions de téléspectateurs[89] (première diffusion)
- Canada : 1,76 million de téléspectateurs[90] (première diffusion + différé 7 jours)
- France : 3,11 millions de téléspectateurs[86](deuxième diffusion)

- Ana Mercedes (Maya Resik)

Laurel sait qu'elle se rapproche de la vérité sur Sebastian Blood, mais personne ne la soutient, pas même quand on apprend la mort de sa mère d'une attaque cardiaque. Elle est donc contrainte de demander l'aide d'Arrow, qui accepte de l'aider malgré ses doutes à s'infiltrer dans les archives de la police pour récupérer le dossier du meurtre du père de Blood. Le dossier a cependant déjà été subtilisé par Slade Wilson, qui réprimande Blood pour son manque d'attention. Blood utilise ensuite l'officier Daily pour piéger Laurel et révéler son addiction aux médicaments. Discréditée, elle est enlevée par Blood. Arrow part la sauver et parvient à vaincre Brother Blood, qui s'avère Daily : ce dernier s'est sacrifié pour protéger le secret du futur maire.
Alors qu'Oliver réalise qu'il a douté de Blood à cause de Laurel, celle-ci est renvoyée du bureau du procureur et envoyée en désintoxication. Pendant ce temps, Roy essaie de maîtriser sa nouvelle force et veut l'utiliser pour faire le bien. Avec Sin, il traque un avocat tueur mais manque de le tuer. Quand Oliver l'apprend, il comprend qu'il est temps de l'entraîner.
Flashback
- Le « juge Carlin » est une référence au légendaire scénariste et encreur de DC Comics Mike Carlin (en)[réf. nécessaire].

### Épisode 12:À la recherche du générateur
- États-Unis /  Canada : 29 janvier 2014 sur The CW / CTV
- France :
  - 8 août 2014 sur Canal+ Family[34]
  - 22 juillet 2015 sur TF1
- Québec : 10 novembre 2014 sur Ztélé
- Belgique : 23 novembre 2014 sur La Deux[91]
- Suisse : 17 juillet 2015 sur RTS Deux[92]

- États-Unis : 2,95 millions de téléspectateurs[94] (première diffusion)
- Canada : 1,62 million de téléspectateurs[95] (première diffusion)
- France : 2,71 millions de téléspectateurs[86](deuxième diffusion)

- Annie Ilonzeh (Joanna de La Vega)
- Michael Jai White (Ben Turner / Bronze Tiger)
- James Kidnie (Milo Armitage)
- Nicholas Lea (Mark Francis)

L'Archer propose à Roy de l'entraîner, afin qu'il puisse apprendre à contrôler sa toute nouvelle super-force. Cependant, Roy est un étudiant rebelle et refuse d'écouter l'Archer, à moins que ce dernier ne révèle sa véritable identité, ce que refuse de faire Oliver. Pendant ce temps, Bronze Tiger s'échappe de prison et vole la machine à tremblement de terre de Malcolm pour la vendre au plus offrant. Oliver, Diggle et Felicity tentent d'arrêter le transfert, mais Roy perturbe leur plan, mettant tout le monde en danger. Laurel est rayée du barreau et part en vrille. Moira est effrayée quand Walter lui demande de dîner avec lui, mais sa raison la surprend : il veut qu'elle se présente à la mairie contre Sebastian Blood. Thea encourage sa mère à se réconcilier avec Walter.
Flashback
- Il est fait une nouvelle fois référence au Pénitencier Iron Heights (en) qui est la prison dans le comics The Flash[réf. nécessaire].
- Milo Armitage est le trafiquant d'armes de Bronze Tiger. Tandis que dans le comics, Armitage est le mari trafiquant d'arme de Sandra "Moonday" Hawke, mère du fils d'Oliver Connor Hawke. Ce dernier après le décès de son père deviendra Green Arrow[réf. nécessaire].
- Durant l'épisode, Milo Armitage dit à Bronze Tiger de ne pas mettre les pieds à Markovia qui est le pays de Geo-Force (en) alias Brion Markov et sa sœur Terra alias Tara Markov[réf. nécessaire].
- James Kidnie qui interprète Milo Armitage a déjà joué le rôle d'un vilain de DC (Amos Fortune) dans un épisode de Smallville[réf. nécessaire].
- À la fin de l'épisode, Amanda Waller propose à Bronze Tiger de faire partie de son escouade. Dans le comics, Bronze Tiger fait partie du Suicide Squad dirigé par Amanda Waller[réf. nécessaire].
- Le cabinet d'avocat Wethersby et Stone où travail Joanna de La Vega est une référence à la série de Marc Guggenheim et Greg Berlanti de 2008 Eli Stone[réf. nécessaire].
- Durant l'épisode Diggle parle de la « Team Arrow » comme d'une « Société Secrète ». Dans l'univers DC, la plus célèbre des « Sociétés Secrètes » est la Société Secrète de Super-Vilains qui regroupe la plupart des ennemis jurés des héros DC[réf. nécessaire].

### Épisode 13:Vivre ou mourir
- États-Unis /  Canada : 5 février 2014 sur The CW / CTV
- France :
  - 8 août 2014 sur Canal+ Family[34]
  - 29 juillet 2015 sur TF1
- Québec : 17 novembre 2014 sur Ztélé
- Belgique : 30 novembre 2014 sur La Deux[96]
- Suisse : 17 juillet 2015 sur RTS Deux[92]

- États-Unis : 2,86 millions de téléspectateurs[98] (première diffusion)
- Canada : 1,85 million de téléspectateurs[99] (première diffusion)
- France : 3,75 millions de téléspectateurs[100](deuxième diffusion)

- Katrina Law (Nyssa Al Ghul)
- Alex Kingston (Dinah Lance)
- Nicholas Lea (Mark Francis)

- Sur le passeport de Nyssa, son nom de famille est « Raatko ». Dans le comics, elle porte le nom « Raatko » car elle est la demi-sœur de Talia[réf. nécessaire].
- Une nouvelle fois, il est fait référence à Nanda Parbat qui est le repaire de Ra's Al Ghul et de la Ligue des Assassins[réf. nécessaire].

- Pour la deuxième fois de la série, cet épisode n'a pas de flashback sur l'île. Ils ont été remplacés par les flashbacks de la famille Lance juste avant que le Gambit ne prenne la mer.
- Robert Queen apparaît brièvement, mais son interprète Jamey Sheridan n'est pas crédité.

### Épisode 14:L'Heure de la mort
- États-Unis /  Canada : 26 février 2014 sur The CW / CTV
- France :
  - 15 août 2014 sur Canal+ Family[34]
  - 29 juillet 2015 sur TF1
- Québec : 24 novembre 2014 sur Ztélé
- Belgique : 30 novembre 2014 sur La Deux[101]
- Suisse : 24 juillet 2015 sur RTS Deux[102]

- États-Unis : 2,45 millions de téléspectateurs[104] (première diffusion)
- Canada : 1,48 million de téléspectateurs[105] (première diffusion)
- France : 3,51 millions de téléspectateurs[100](deuxième diffusion)

- Robert Knepper (William Tockman / le Roi du Temps)
- Alex Kingston (Dinah Lance)
- Russell Porter (le père de Sin)

Oliver ramène Sara dans la Team Arrow. Regardant Oliver et Diggle s'entrainer avec Sara et parler de vieilles cicatrices, Felicity commence à se sentir à l'écart. L'équipe enquête sur un ennemi nommé « le Roi du Temps » alias William Tockman, un brillant voleur planifiant ses vols à la seconde près et venant de dérober une technologie qui peut ouvrir tout coffre de banque dans Starling City. Après que le Roi du Temps infiltre les systèmes informatiques de la base, Felicity sent la pression monter pour montrer de quoi elle est capable. Quand elle a une piste sur les intensions de Tockman, elle fonce tête baissée sans l'équipe, se mettant en danger. Au même moment, Oliver fait une fête pour le retour de Sara, mais Laurel refuse l'invitation. Après que Lance plaide sa cause pour un dîner de famille, Laurel accepte, mais quand Oliver se montre avec Sara, elle passe sa colère sur eux.
Flashback
- William Tockman est le premier Roi du Temps, essentiellement un ennemi de Batman et normalement Green Arrow ne rencontre que le deuxième Roi du Temps, Tem, qui est essentiellement un ennemi des Teen Titans[réf. nécessaire].
- Pendant tout l'épisode, il est fait mention de « Kord Entreprises » (dans le comics Kord Industries) qui est le nom de l'entreprise de l'industriel Ted Kord connu dans l'univers DC pour être le deuxième Blue Beetle[réf. nécessaire].

- Cet épisode est considéré comme un épisode Brothers and Sisters par la production, avec la réunion pour la première fois de toute la famille Lance[28].

### Épisode 15:La Promesse
- États-Unis /  Canada : 5 mars 2014 sur The CW / CTV
- France :
  - 15 août 2014 sur Canal+ Family[34]
  - 29 juillet 2015 sur TF1
- Québec : 1er décembre 2014 sur Ztélé
- Belgique : 7 décembre 2014 sur La Deux[106]
- Suisse : 24 juillet 2015 sur RTS Deux[102]

- États-Unis : 2,21 millions de téléspectateurs[108] (première diffusion)
- Canada : 1,56 million de téléspectateurs[109] (première diffusion)
- France : 3,24 millions de téléspectateurs[100](deuxième diffusion)

- Artine Brown (Hendrick Von Arnim)
- James Pizzinato (Thomas Flynn)

Oliver rentre au manoir et découvre, stupéfait, que Slade est à Starling et qu'il a fait une donation pour la campagne de Moira. Cette dernière propose à Slade de visiter le manoir avec Thea, alors qu'Oliver est sur le qui-vive. Durant toute la visite du Manoir Queen, Slade s’évertue à charmer Moira et Thea, tout en insérant régulièrement des menaces subtiles à l'encontre d'Oliver. Ce dernier parvient à avertir ses partenaires, qui le rejoignent dans le manoir. Slade s'en va, mais confie à Oliver qu'il compte bien mettre en œuvre sa vengeance. Au terme de l'épisode, il est révélé que Slade a placé des caméras afin de surveiller leurs moindres faits et gestes.
Flashback

### Épisode 16:L'Escadron Suicide
- États-Unis /  Canada : 19 mars 2014 sur The CW / CTV
- France :
  - 22 août 2014 sur Canal+ Family[34]
  - 5 août 2015 sur TF1
- Belgique : 7 décembre 2014 sur La Deux[110]
- Québec : 8 décembre 2014 sur Ztélé
- Suisse : 25 juillet 2015 sur RTS Deux[102]

- États-Unis : 2,42 millions de téléspectateurs[112] (première diffusion)
- Canada : 1,68 million de téléspectateurs[113] (première diffusion + différé 7 jours)
- France : 3,18 millions de téléspectateurs[114](deuxième diffusion)

- Audrey Marie Anderson (Lyla Michaels)
- Lee Majdoub (Gholem Qadir)
- Michael Rowe (Floyd Lawton / Deadshot)
- Michael Jai White (Ben Turner / Bronze Tiger)
- Sean Maher (Mark Scheffer / Shrapnel)
- Ben Browder (Ted Gaynor)
- Eugene Lipinski (Alexi Leonov)

Depuis la réapparition de Slade Wilson, Oliver est perturbé. Il est décidé à le tuer mais sait que la tâche sera difficile et dangereuse pour lui et ses alliés. C'est à ce moment que Diggle part pour une mission : avec son ex-femme Lyla, il apprend qu'Amanda Waller a monté une unité de criminels pour des missions-suicide. La Suicide Squad compte dans ses rangs Deadshot, Bronze Tiger et Shrapnel, et Waller veut que Diggle dirige l'équipe sur le terrain pour retrouver Gholem Qadir, un terroriste en apparence repenti qui veut monnayer un gaz neurotoxique et que Diggle connait bien pour lui avoir sauvé la vie lors de son extraction en Moyen-Orient.
La mission est simple : prendre contact avec Qadir et récupérer le gaz dans son domicile en Markovie. Lors de la première mission, Shrapnel tente de s'évader mais Waller fait exploser une bombe dans sa tête. Diggle remet alors en cause les méthodes de Waller mais Lyla le convainc de continuer.
Pendant la soirée de réception au domicile de Qadir, Deadshot localise le gaz mais la quantité est trop grande pour être déplacée par un seul homme. Diggle et Lyla réalisent que Waller le savait déjà et qu'elle compte couvrir l'opération en envoyant un drone sur la maison, ce qui tuerait tous les invités. Diggle fait donc évacuer tout le monde avant de récupérer Lawton, prêt à se sacrifier, mais dans la fuite, le drone les poursuit : il vise l'implant de Lawton. Lyla l'arrache avec les griffes de Tiger et parvient à éviter la mort de tous. La mission est donc un échec pour Waller, qui a dû utiliser des moyens officiels pour récupérer le gaz, mais elle a permis à Diggle et Lyla de se rapprocher.
- Le titre de l'épisode est une référence au Suicide Squad (Escouade Suicide en français) qui a son propre comics (où Amanda Waller est également à la tête de l'équipe) et apparaît dans différents autres comics[réf. nécessaire].
- Dans le casting de l'épisode figure Tara Strong, dans le rôle d'une fille dérangée, créditée en tant que voix de Harley Quinn[115]. Elle est connue pour avoir été la voix de Raven dans le dessin animé Teen Titans et pour avoir été la voix d'Harley Quinn dans la saga des jeux vidéo Batman: Arkham[réf. nécessaire]. Par ailleurs, dans The New 52, Harley Quinn est un membre du Suicide Squad[réf. nécessaire].
- Dans cet épisode, une des références récurrentes de la série est faite : Markovia est également la patrie de Geo-Force et de Terra[réf. nécessaire].
- Amanda Waller appelle l'équipe de Diggle « Task Force X » : c'est l'autre nom du Suicide Squad[réf. nécessaire].
- Une nouvelle fois, Deadshot parle de l'organisation H.I.V.E. à Diggle : c'est une organisation de super-vilains[réf. nécessaire].

- Une adaptation cinématographique de cette équipe est sortie le 5 août 2016. Elle est intitulée Suicide Squad.

### Épisode 17:Les Anges de la nuit
- États-Unis /  Canada : 26 mars 2014 sur The CW / CTV
- France :
  - 22 août 2014 sur Canal+ Family[34]
  - 5 août 2015 sur TF1
- Belgique : 14 décembre 2014 sur La Deux[116]
- Québec : 15 décembre 2014 sur Ztélé
- Suisse : 31 juillet 2015 sur RTS Deux[117]

- États-Unis : 2,62 millions de téléspectateurs[119] (première diffusion)
- Canada : 1,66 million de téléspectateurs[120] (première diffusion + différé 7 jours)
- France : 2,88 millions de téléspectateurs[114](deuxième diffusion)

- Jessica de Gouw (Helena Bertinelli / Huntress)
- Jeffrey Nordling (Frank Bertinelli)
- Artine Brown (Hendrick Von Arnim)
- Chelah Horsdal (Kate Spencer)
- Lochlyn Munro (le capitaine Stein)
- Sean Rogerson (Peter)

Lors d'une descente de police dans un entrepôt, Frank Bertinelli est arrêté. Le groupe Arrow craint que la nouvelle ne ramène Huntress à Starling City. Rapidement, Felicity retrouve sa trace et Oliver, Sara et Roy tentent de l'arrêter. Ils tombent sur un leurre et pendant l'opération, Roy manque de tuer le témoin, pris de rage après avoir été blessé. Oliver décide de mettre à nouveau Roy à l'écart et lui demande de rompre avec Thea car il est trop dangereux tant qu'il ne parvient pas à se contrôler.
Laurel reçoit un appel du bureau du procureur, qui la réengage pour travailler sur le procès de Frank Bertinelli. Le jour de l'audience, Helena apparaît au palais de justice mais rapidement, la police intervient : ce n'était qu'un piège organisé par le procureur et Laurel n'était là que pour éviter de mettre en danger d'autres personnes. Oliver parvient à évacuer Frank Bertinelli, mais les choses tournent mal : Helena avait en fait recruté des complices, qui prennent plusieurs otages. Sara infiltre le bâtiment pour libérer Laurel mais cette dernière choisit de rester et se fait capturer.
Huntress propose alors un marché à Oliver : son père contre Laurel. Le marché est conclu et tous se retrouvent hors du palais de justice pour procéder à l'échange, mais alors que Huntress s'apprête à abattre Frank, un policier, qui avait compris le jeu des justiciers, intervient et fait feu. Frank est touché mortellement et Sara finit par capturer Helena, non sans avoir tenté de la tuer, mais Laurel l'en dissuade.
Pendant ce temps, au Verdant, Thea surprend Roy en train d'embrasser une employée et rompt aussitôt. Plus tard dans la soirée, elle est abordée par Slade Wilson.
Flashback
- Le titre de l'épisode est une référence aux comics et à la série du même nom[121].
- Durant l'épisode, Oliver appelle Roy « Speedy ». Dans la série, c'est le surnom de Thea mais dans le comics Green Arrow, c'est le premier nom de l'alter ego de Roy Harper[réf. nécessaire].

### Épisode 18:Révélations
- États-Unis /  Canada : 2 avril 2014 sur The CW / CTV
- France :
  - 29 août 2014 sur Canal+ Family[34]
  - 5 août 2015 sur TF1
- Belgique : 14 décembre 2014 sur La Deux[122]
- Québec : 22 décembre 2014 sur Ztélé
- Suisse : 31 juillet 2015 sur RTS Deux[117]

- États-Unis : 2,32 millions de téléspectateurs[124] (première diffusion)
- Canada : 1,59 million de téléspectateurs[125] (première diffusion + différé 7 jours)
- France : 2,69 millions de téléspectateurs[114](deuxième diffusion)

- Adrian Holmes (lieutenant Pike)
- Artine Brown (Hendrik Von Arnim)
- Sean Rogerson (Peter)

Slade Wilson lance son plan pour mettre à pied Starling City et détruire la vie d'Oliver. Il fait ainsi enlever Thea par Brother Blood avant de révéler l'enlèvement lors d'un débat télévisé entre les deux candidats à la mairie. La famille Queen est dans la tourmente et, le temps de résoudre la crise, Oliver confie temporairement le poste de PDG de Queen Consolidated à Isabel Rochev. Avec Sara et Roy, Oliver va trouver Slade mais plutôt que de l'affronter, ils le livrent à la police. Dans les bureaux, alors que Slade est rapidement innocenté, Oliver accepte sa défaite et supplie Slade de libérer sa sœur et de tourner la page, mais il est relâché avant de parler. Slade retourne alors auprès de Thea et lui propose un choix : elle part ou elle l'écoute révéler le secret d'Oliver. Elle choisit de rester.
Le temps passe et Roy s'impatiente, blâmant Oliver de toutes les erreurs commises. Oliver intervient avant que Roy ne devienne violent, mais il apprend ensuite que Rochev est parvenue à se faire nommer PDG effectif de l'entreprise des Queen. Oliver comprend qu'elle travaille aussi pour Wilson et lui fait avouer où est retenue Thea. Il se rend ensuite seul dans l'entrepôt, mais seuls des hommes de main l'attendent : Thea a en effet été libérée et s'est rendue au commissariat, où elle confirme la responsabilité de Wilson dans son enlèvement. Il lui a révélé que Malcolm Merlyn est son père et qu'Oliver le savait. La famille Queen est anéantie, Roy décide de quitter la ville, mais Slade n'en a pas fini : il se rend chez Laurel et lui révèle de but en blanc qu'Oliver est Arrow.
Flashback
- Anatoly, lors du désamorçage, fait allusion à sa deuxième identité dans le comics qui est KGBeast, en disant que le KGB lui avait pris pas mal de choses. Dans le comics, KGBeast est un dangereux assassin formé par le KGB[réf. nécessaire].

### Épisode 19:À découvert
- États-Unis /  Canada : 16 avril 2014 sur The CW / CTV
- France :
  - 29 août 2014 sur Canal+ Family[34]
  - 12 août 2015 sur TF1
- Belgique : 21 décembre 2014 sur La Deux[126]
- Québec : 29 décembre 2014 sur Ztélé
- Suisse : 1er août 2015 sur RTS Deux[117]

- États-Unis : 2,26 millions de téléspectateurs[128] (première diffusion)
- Canada : 1,36 million de téléspectateurs[129] (première diffusion + différé 7 jours)
- France : 2,93 millions de téléspectateurs[130](deuxième diffusion)

- Danielle Panabaker (Caitlin Snow)
- Carlos Valdes (Cisco Ramon)
- Chelah Horsdal (Kate Spencer)

L'équipe sabote les installations de sciences appliquées de Queen Consolidated, afin d'empêcher Slade de les utiliser pour répliquer les effets du Mirakuru sur d'autres personnes. Oliver rejoint ensuite sa mère et leur avocat, qui leur explique qu'il a besoin des signatures des trois membres de la famille Queen pour transférer leurs actifs sur un autre compte et empêcher Isabel de les ruiner. Seulement Thea leur reproche toujours de lui avoir caché l'identité de son père biologique. Moira révèle à Oliver qu'Isabel entretenait une liaison avec Robert Queen, et que sa manœuvre est sans doute une revanche.
Alors que l'équipe retourne au repaire, ils tombent nez à nez avec Slade, venu chercher la Clé Squelette, un outil high-tech qu'utilisait William Tockman (le Roi du Temps) pour ouvrir n'importe quelle serrure électronique. Avant de partir, il neutralise l'équipe. Slade se rend ensuite à S.T.A.R. Labs, afin de récupérer un autre appareil pour transmettre son sang contaminé à ses hommes. Sur place, il rencontre Cisco Ramon et Caitlin Snow, des amis de Barry Allen que Felicity a rencontrés lorsqu'elle a rendu visite à Barry. Ils réussissent à s'en sortir indemnes.
De son côté, Laurel, troublée par les révélations de Slade, mène ses recherches pour voir si Oliver et l'Archer sont bien une seule et même personne. Un autre indice s'offre à elle : pendant le bref séjour à l’hôpital de Sara, le docteur qui l'a examinée lui confie que son corps comporte de nombreuses cicatrices. Elle rend visite à son père pour le convaincre de dénoncer l'archer, mais celui-ci n'a aucune idée de son identité et lui explique qu'il ne souhaite nullement la découvrir car cela reviendrait à humaniser Arrow, et il préfère se dire qu'il est dévoué à Starling City.
Oliver rend visite à Isabel, qui lui révèle que son histoire avec Robert était sérieuse et qu'il était prêt à quitter sa famille pour partir avec elle. Mais il s'est ravisé lorsque Thea s'est cassé le bras le jour de leur départ. Oliver appelle Thea pour lui répéter ce qu'Isabel vient de lui dire, mais au même moment, Felicity l'appelle pour le prévenir que Slade a lancé la centrifugeuse et s'apprête à distribuer son sang à ses hommes. Oliver le voit comme une chance : Slade sortira affaibli d'une telle transfusion. Mais une fois sur place, il constate que Slade a relié Roy à la machine : Isabel et Slade ont retrouvé le jeune homme à Bludhaven, démoralisé, et l'ont facilement capturé. Oliver réussit à déconnecter la machine et à neutraliser Slade, le temps d'emmener Roy. Diggle, présent sur place, blesse Isabel avec deux balles. De retour au repaire, Oliver donne à Felicity un échantillon du Mirakuru qu'il a récupéré et avoue qu'il a eu l'occasion de soigner Slade sur l'île, mais qu'il a préféré le tuer, et qu'il se sent coupable. Felicity confie l'échantillon à Cisco et Caitlin.
Au terme de l'épisode, l'armée de Slade se réveille, investie d'une nouvelle force. Isabel est parmi eux, Slade ayant été obligé de lui transfuser son sang pour la sauver.
Flashback
- Deux personnages du pilote de la future série The Flash, Caitlin Snow et Cisco Ramon, apparaissent dans cet épisode[28].
- Le personnage de Caitlin Snow est basé sur le vilain Killer Frost qui apparaît pour la première fois dans Firestorm[réf. nécessaire].
- Le personnage de Cisco Ramon est basé sur le personnage de Vibe.
- Roy est retrouvé à côté de Blüdhaven. Il s'agit d'une nouvelle référence aux comics, dans lesquels cette ville abrite l'ancienne base de Nightwing[réf. nécessaire].
- Caitlin fait référence à Arthur Light l'alter ego du Dr Light un ennemi des Teen Titans

### Épisode 20:Journée noire
- États-Unis /  Canada : 23 avril 2014 sur The CW / CTV
- France :
  - 5 septembre 2014 sur Canal+ Family[34]
  - 12 août 2015 sur TF1
- Belgique : 21 décembre 2014 sur La Deux[131]
- Québec : 5 janvier 2015 sur Ztélé
- Suisse : 7 août 2015 sur RTS Deux[132]

- États-Unis : 2,19 millions de téléspectateurs[133] (première diffusion)
- Canada : 1,37 million de téléspectateurs[134] (première diffusion + différé 7 jours)
- France : 2,69 millions de téléspectateurs[130](deuxième diffusion)

- Nicholas Lea (Mark Francis)
- Anna Hopkins (Samantha Clayton)
- Roark Critchlow (Clinton Howle)

Dans le repaire du groupe Arrow, Roy se réveille soudain, et s'enfuit après avoir détruit les lieux. Oliver et Sara partent à sa poursuite, mais leurs avis diffèrent sur le traitement qu'ils réservent au jeune homme : Sara considère que tout comme Slade, Roy doit être tué, alors qu'Oliver est déterminé à le soigner.
Roy s'en prend à plusieurs personnes, dont Sin, qu'il croise sur son passage. De son côté, Thea est toujours en conflit avec Moira, et Mark est obligé de faire remarquer à Moira qu'elle doit choisir entre Thea et sa campagne, mais qu'elle ne peut pas s'occuper des deux. Moira décide donc d'abandonner sa campagne.
Sara et Oliver retrouvent la trace de Roy, mais ils ne parviennent ni à le raisonner, ni à le maîtriser, et Oliver est blessé au genou. Roy s'en prend ensuite à des policiers, et en tue un avant de partir. Oliver demande à Diggle de protéger Thea au cas où Roy s'en prendrait à elle.
Oliver rejoint sa mère avant la réunion où elle a l'intention de révéler qu'elle abandonne sa campagne. Il lui fait comprendre que devenir maire de Starling City est le meilleur moyen pour elle de rattraper les erreurs qu'elle a commises avec sa famille. En réponse, Moira avoue à Oliver qu'elle connaît sa double identité depuis le séisme, et qu'elle est fière de lui. Thea profite du fait que la réunion soit retransmise à la télévision pour envoyer un message à Roy et le faire venir au Verdant.
Roy fait alors irruption au Verdant et s'apprête à tuer Thea ; alors que Sara est prête à lui tirer dessus, Oliver tire des flèches empoisonnées sur Roy pour l’immobiliser. Consternée, Sara constate que son entrainement à la ligue des Assassins a fait d'elle une tueuse au cœur sombre et qu'elle risque de déteindre sur Oliver. Elle prend donc la résolution de rompre avec lui, et quitte la ville.
Oliver quitte le Verdant avec Thea et sa mère, mais leur voiture est attaqué par Slade, qui les attache tous les trois et reconstitue la situation dans laquelle s'est trouvé Oliver des années auparavant : il doit choisir entre les deux femmes celle qui doit vivre et celle qui doit mourir. Moira refuse de voir mourir un de ses enfants, et se sacrifie à leur place.
Flashback
- Une nouvelle fois, le flashback habituel a été remplacé, cette fois-ci par une histoire concernant Oliver et sa mère, datant d'avant le naufrage.
- Cet épisode réalise la plus mauvaise audience de la saison.
- Cet épisode marque le départ de l'actrice Susanna Thompson. Elle réapparaîtra an tant qu'invitée.

### Épisode 21:Le Calme avant la tempête
- États-Unis /  Canada : 30 avril 2014 sur The CW / CTV
- France :
  - 5 septembre 2014 sur Canal+ Family[34]
  - 12 août 2015 sur TF1
- Belgique : 28 décembre 2014 sur La Deux[135]
- Québec : 12 janvier 2015 sur Ztélé
- Suisse : 7 août 2015 sur RTS Deux[132]

- États-Unis : 2,31 millions de téléspectateurs[136] (première diffusion)
- Canada : 1,47 million de téléspectateurs[137] (première diffusion + différé 7 jours)
- France : 2,53 millions de téléspectateurs[130](deuxième diffusion)

- Lee Vincent (Kelton)
- Roark Critchlow (Clinton Howle)
- Sean Rogerson (Peter)

Alors que Sebastian Blood est investi maire, Oliver manque à l'appel lors des funérailles de Moira. Felicity et Diggle le recherchent, d'autant qu'ils ont surpris Isabel Rochev lors de la cérémonie, comprenant ainsi qu'elle a été exposée au Mirakuru. C'est Amanda Waller qui le retrouve dans un autre repaire secret, qu'il a installé au cas où celui sous le Verdant serait compromis. Mais pour lui, son combat n'a plus de sens et il est prêt à se rendre pour sauver ce qu'il reste de sa famille et de Starling City. Il fait donc ses adieux à Thea, qui quitte la ville après avoir été expulsée du Verdant par Rochev, avant de se rendre. Mais Diggle le retrouve et le ramène au repaire, où Laurel lui avoue qu'elle connaît son secret, mais aussi qu'elle a la preuve que Sebastian Blood travaille avec Slade Wilson. Oliver comprend alors que la mort de sa mère avait pour véritable but d'amener Blood à la mairie. Il va donc le confronter et lui faire avouer son plan : détruire la ville avec son armée sous Mirakuru afin de reconstruire une ville à son image.
Plus tard dans la nuit, Oliver part en repérage dans les égouts afin de voir d'où l'armée de Slade lancera son attaque pendant qu'en surface, Diggle piège le sol afin d'ensevelir les soldats, mais ce dernier est attaqué par Isabel tandis qu'Oliver est repéré et débordé par l'armée Mirakuru, qui marche sur la ville...
Flashback
- C'est le premier épisode où Summer Glau apparaît en tant que Ravager. Dans le comics, c'est l'alter ego de Rose Wilson, fille de Slade[réf. nécessaire].

### Épisode 22:État de siège
- États-Unis /  Canada : 7 mai 2014 sur The CW / CTV
- France :
  - 12 septembre 2014 sur Canal+ Family[34]
  - 19 août 2015 sur TF1
- Belgique : 28 décembre 2014 sur La Deux[138]
- Québec : 19 janvier 2015 sur Ztélé
- Suisse : 8 août 2015 sur RTS Deux[132]

- États-Unis : 2,33 millions de téléspectateurs[139] (première diffusion)
- Canada : 1,54 million de téléspectateurs[140] (première diffusion + différé 7 jours)
- France : 3,06 millions de téléspectateurs[141](deuxième diffusion)

- John Barrowman (Malcolm Merlyn)

Alors qu'Oliver et Laurel sont coincés sous terre, Isabel engage le combat avec Diggle. Il réussit à lui tenir tête jusqu'à ce que Felicity arrive et la renverse avec son van. Laurel se libère en tirant une flèche explosive à l'aide de l'arc d'Oliver pour faire exploser la paroi qui l'empêchait de sortir. Une fois réuni, le groupe reçoit un appel de l'envoyé de S.T.A.R. Labs qui est coincé sous sa voiture : un antidote au Mirakuru a enfin été fabriqué. Ils ne se doutent pas que leur conversation est écoutée par Slade qui envoie un de ses hommes récupérer le remède avant qu'ils n'arrivent.
Les soldats de Slade continuent de semer le chaos dans la ville ; celui qui se trouve à la gare prend Thea pour cible. Elle est alors secourue par Malcolm Merlyn, revenu après avoir appris le décès de Moira et bien décidé à protéger sa fille biologique.
Un autre des hommes de Slade attaque le bureau de Sebastian, ce qui le met en colère ; il va voir Slade, ne comprenant pas pourquoi la destruction de la ville est aussi virulente. Slade lui affirme qu'il a l'intention de détruire Starling City, car Oliver aime sa ville, et cela fait partie de son plan pour le faire souffrir. Comprenant qu'il s'est trompé sur les intentions de Slade, Sebastian amène l'antidote à Oliver. Cependant, Isabel l'a surpris et l'assassine en représailles.
Alors que la situation semble légèrement s'arranger, des forces armées s'approchent de la ville. Oliver identifie les hommes de l'A.R.G.U.S. et contacte Amanda Waller, qui lui dit qu'elle ne peut se résoudre à laisser ces hommes détruire la ville, car elle craint qu'ils ne fassent de même ailleurs. Jusque-là réticent à utiliser l'antidote car il n'était pas sûr de son effet, Oliver l'injecte à Roy.
Alors que Merlyn parvient à tuer un autre homme sous Mirakuru, Thea attrape une arme et tire dans sa direction.
Flashback

### Épisode 23:L'Assaut final
- États-Unis /  Canada : 14 mai 2014 sur The CW / CTV
- France :
  - 12 septembre 2014 sur Canal+ Family[34]
  - 19 août 2015 sur TF1
- Belgique : 28 décembre 2014 sur La Deux[142]
- Québec : 26 janvier 2015 sur Ztélé
- Suisse : 14 août 2015 sur RTS Deux[143]

- États-Unis : 2,37 millions de téléspectateurs[144] (première diffusion)
- Canada : 1,34 million de téléspectateurs[145](première diffusion + différé 7 jours)
- France : 3,03 millions de téléspectateurs[141](deuxième diffusion)

- Katrina Law (Nyssa Al Ghul)
- Audrey Marie Anderson (Lyla Michaels)
- Michael Rowe (Floyd Lawton / Deadshot)
- John Barrowman (Malcolm Merlyn)

Alors qu'Oliver se rémémore les évènements qui ont poussé Slade à le détester, la tour où ils se cachent est attaquée par les hommes de Slade. Roy se réveille alors, guéri, et l'équipe parvient à quitter la tour avant qu'elle ne soit détruite par l'A.R.G.U.S. Ils se réunissent ensuite et préparent l'attaque contre Slade quand des renforts inattendus arrivent en ville : Sara a ramené avec elle Nyssa et ses hommes de la Ligue des Assassins. Oliver accepte les renforts mais refuse de faire des morts : seul le remède doit être utilisé. Ensemble, ils attaquent la tour de Queen Consolidated et vainquent les hommes présents sur place, tandis que Slade prend la fuite et que Rochev est tuée par Nyssa.
Pendant ce temps, Laurel est enlevée au centre de police et Quentin blessé par un homme de Slade. Thea, quant à elle, tire sur Malcolm Merlyn, qui portait un gilet pare-balles mais reste admiratif de sa fille qui a eu le cran que Tommy n'a pas eu l'année précédente, alors que ce dernier avait une arme à la main, et qu'il n'avait pu tirer sur son père. Thea part rejoindre Roy, qui lui demande de l'attendre pendant qu'il va rejoindre le groupe mené par Oliver. En effet, les hommes de Slade se dirigent vers les tunnels de la ville, où ils affrontent les hommes de Waller, qui les retiennent pendant que les drones bombardiers volent vers la ville. Auparavant, Oliver emmène Felicity vers le manoir Queen pour l'abriter et lui avoue qu'il est amoureux d'elle. De leur côté, Diggle et Lyla partent pour le centre de commandement d'A.R.G.U.S. où ils libèrent Lawton afin de forcer Amanda Waller à annuler le bombardement. Waller tente de faire pression sur Lyla en révélant sa grossesse.
Slade appelle Oliver : il a enlevé Laurel et Felicity. Oliver le rejoint et tente de le calmer avant de lui révéler qu'il lui a tendu un piège : il savait le manoir Queen sur écoute et a fait une fausse déclaration à Felicity pour pousser Slade à l'enlever, alors qu'il a donné une dose de remède à la jeune femme. Felicity injecte la substance à Slade, qui perd sa force mais pas sa rage. Le combat s'engage entre les deux hommes, et Oliver l'emporte, permettant l'annulation de l'attaque du drone.
Slade est emprisonné dans une cellule de l’A.R.G.U.S. sur Lian Yu, isolé et ruminant sa vengeance. Thea a découvert que Roy lui avait menti et quitte la ville avec Malcolm Merlyn, déçue et lassée des mensonges. Conformément à leur arrangement, Sara retourne auprès de Nyssa, laissant à Laurel son blouson en cuir. Peu après le départ, Quentin s'effondre, souffrant de graves blessures internes.
Flashback
- Cet épisode marque le départ de Manu Bennett du casting principal. Il réapparaîtra occasionnellement en tant qu'invité.